# 케이트 시걸
케이트 시걸(Kate Siegel, 1982년 8월 9일 ~ )은 미국의 배우, 영화 각본가이다.

## 출연 작품
- 오큘러스 - 마리솔 차베즈 역
- 위자: 저주의 시작 - 제니 브라우닝 역
- 더 코즈 오브 블랙 달리아
- 스팀
- 허쉬 - 매디 역
- 제럴드의 게임 - 샐리 역